# Anicla praecipua
Anicla praecipua är en fjärilsart som beskrevs av Walker 1869. Anicla praecipua ingår i släktet Anicla och familjen nattflyn. Inga underarter finns listade i Catalogue of Life.